# 로니 콜먼
로니 콜먼(Ronnie Coleman, 1964년 3월 13일 ~ )은 미국의 보디빌더로, 1998년부터 2005년까지 8회 연속 미스터 올림피아에서 우승을 하였다.
이 8회 연속 우승기록은 1984년부터 1991년까지 8회 연속 우승한 리 하니 이후로 최고의 연속 우승 기록이었다.
2006년도에 제이커틀러에게 패배하긴 했지만 그래도 이전부터 보여준 그의 근육은 역사에 남을 모습이었다